# .jm
.jm est le domaine de premier niveau national (country code top level domain : ccTLD) réservé à la Jamaïque.